# Bartramidula glaziovii
Bartramidula glaziovii là một loài rêu trong họ Bartramiaceae. Loài này được Hampe Paris mô tả khoa học đầu tiên năm 1894.